# Das tiefste Blau
Das tiefste Blau (Originaltitel: O último azul) ist ein Spielfilm von Gabriel Mascaro aus dem Jahr 2025.

## Handlung
Damit junge Menschen ungestört ihre Produktivität steigern können, wird in naher Zukunft die ältere Bevölkerung verbannt. Alte Menschen sollen in Seniorenkolonien untergebracht werden. Tereza, die in einer Industriestadt im Amazonasgebiet lebt, widersetzt sich dieser Anordnung. Die 77-jährige Frau begibt sich daraufhin auf eine schicksalhafte Reise durch das Gebiet des Amazonas und seiner Nebenflüsse. Auf dieser will sie sich einen letzten Wunsch erfüllen, ehe ihr die Freiheit genommen wird. Terezas Lebensweg führt sie aber in eine ganz andere Richtung.

## Veröffentlichung und Rezeption

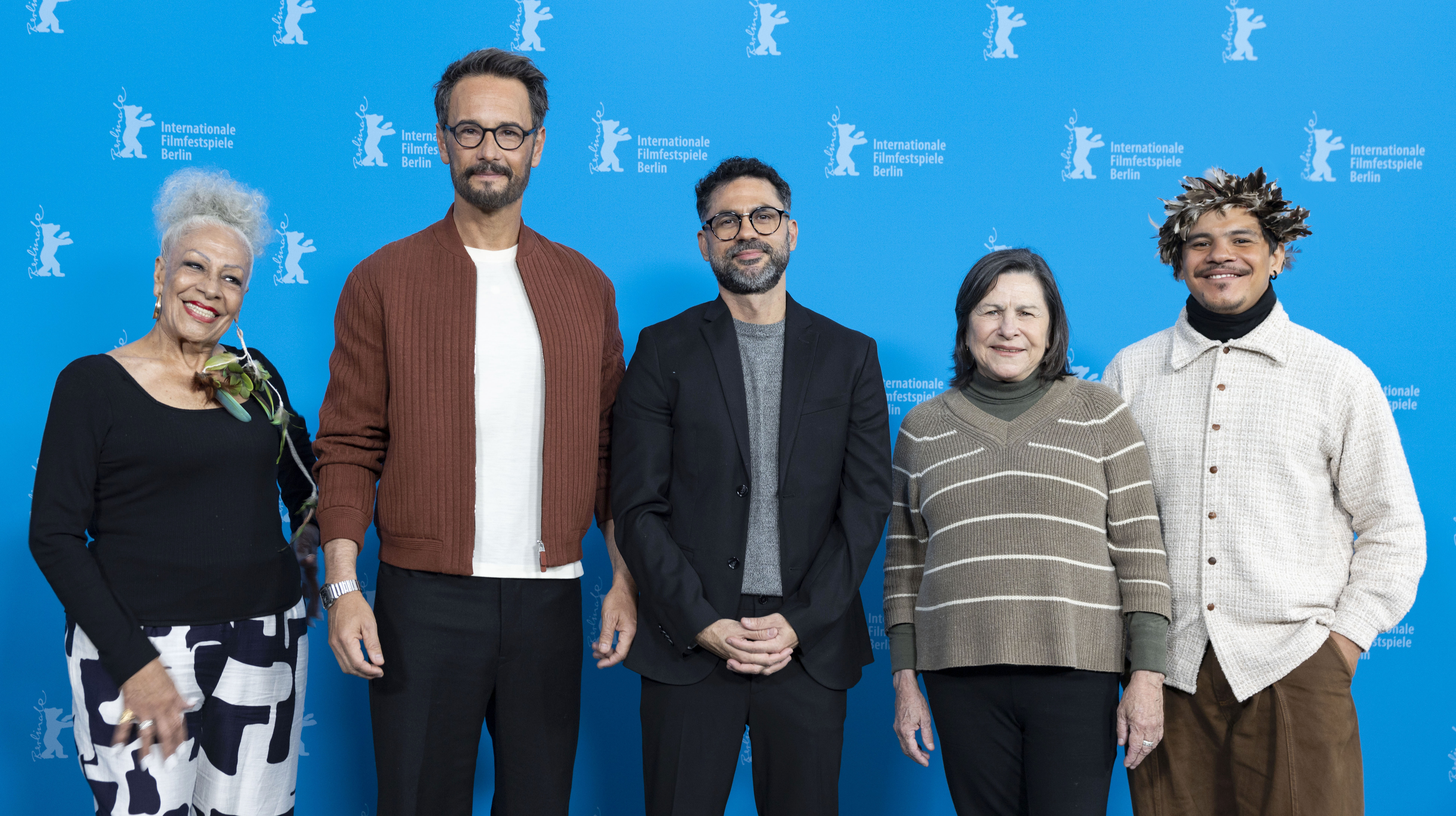
Das Filmteam während der Internationalen Filmfestspiele Berlin 2025, v. l. n. r.: Miriam Socorrás, Rodrigo Santoro, Gabriel Mascaro, Denise Weinberg und Adanilo

Das tiefste Blau, international unter dem Titel The Blue Trail bekannt, wurde am 16. Februar 2025 im Rahmen der 75. Berlinale uraufgeführt. Dort wurde das Werk in den Hauptwettbewerb um den Goldenen Bären eingeladen. Der Film soll am 25. September 2025 in die deutschen und österreichischen Kinos kommen.
Im internationalen Kritikerspiegel des britischen Branchenmagazins Screen International erhielt der Film 3,4 von 4 möglichen Sternen und belegte nach 18 von 21 gezeigten Wettbewerbsfilmen den ersten Platz.

## Auszeichnungen
Das tiefste Blau gewann mit dem Silbernen Bären – Großer Preis der Jury die zweitwichtigste Juryauszeichnung der Berlinale 2025, hinter dem norwegischen Beitrag Oslo Stories: Träume. Im Rahmen des Festivals wurde der Film auch mit dem Preis der Leserjury der Berliner Morgenpost sowie dem Preis der Ökumenischen Jury jeweils für den besten Wettbewerbsbeitrag geehrt.
| Festival      | Kategorie                                   | Resultat  | Preisträger                               |
| ------------- | ------------------------------------------- | --------- | ----------------------------------------- |
| Berlin (2025) | Goldener Bär – Bester Film                  | Nominiert | Rachel Daisy Ellis, Sandino Saravia Vinay |
| Berlin (2025) | Silberner Bär – Großer Preis der Jury       | Gewonnen  | Gabriel Mascaro                           |
| Berlin (2025) | Preis der Leserjury der Berliner Morgenpost | Gewonnen  | Gabriel Mascaro                           |
| Berlin (2025) | Preis der Ökumenischen Jury                 | Gewonnen  | Gabriel Mascaro                           |